# Wędzice
Wędzice (niem. Vändez) – niezamieszkana osada w Polsce położona w województwie zachodniopomorskim, w powiecie kołobrzeskim, w gminie Siemyśl, wchodząca w skład sołectwa Kędrzyno.
Do 1945 r. osada wchodziła w skład Niemiec, od 1945 r. w granicach Polski. W latach 1950–1998 miejscowość administracyjnie należała do województwa koszalińskiego.

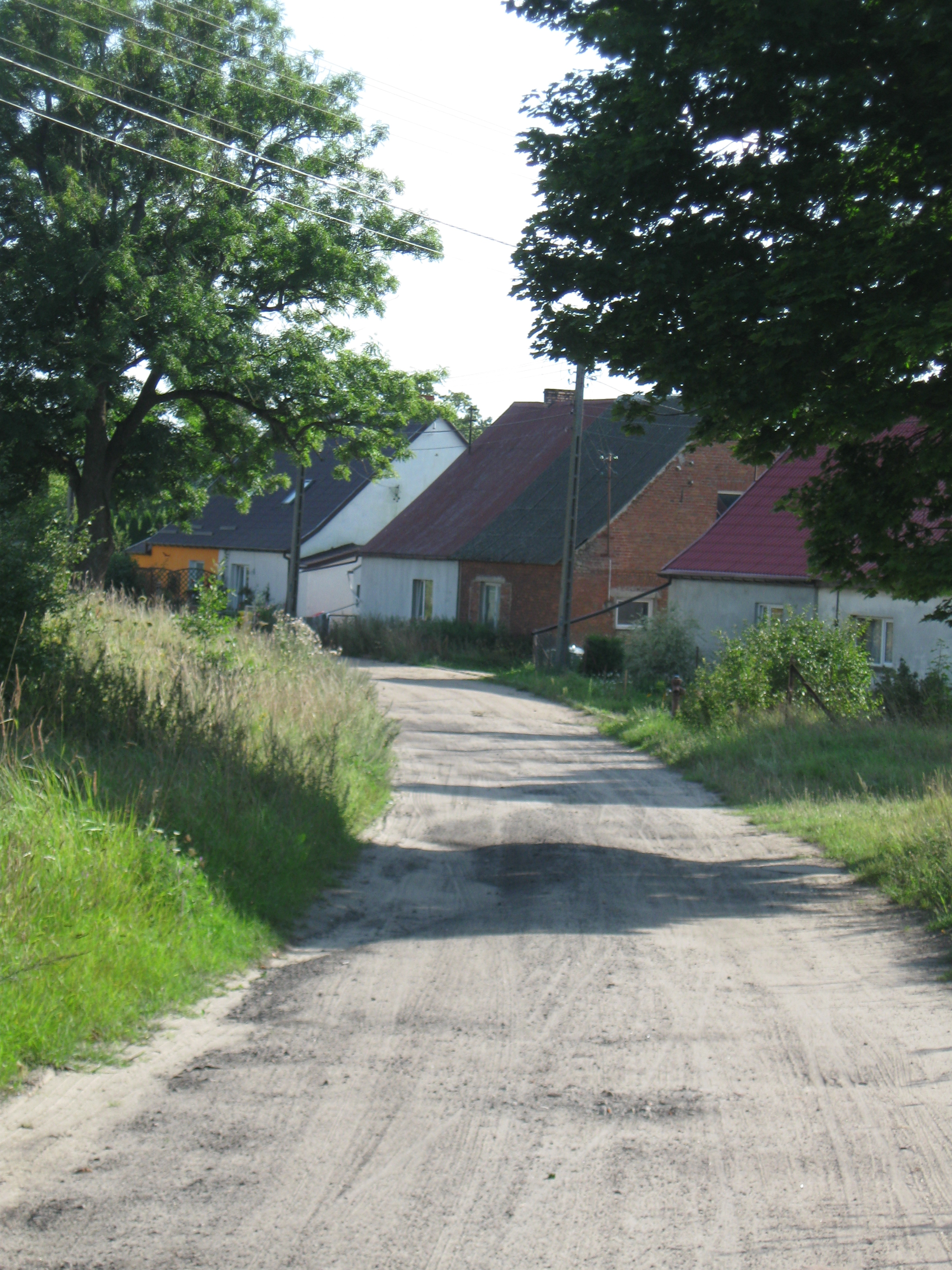
Żużlówka biegnąca z Kędrzyna do Wędzic